# Nilesat

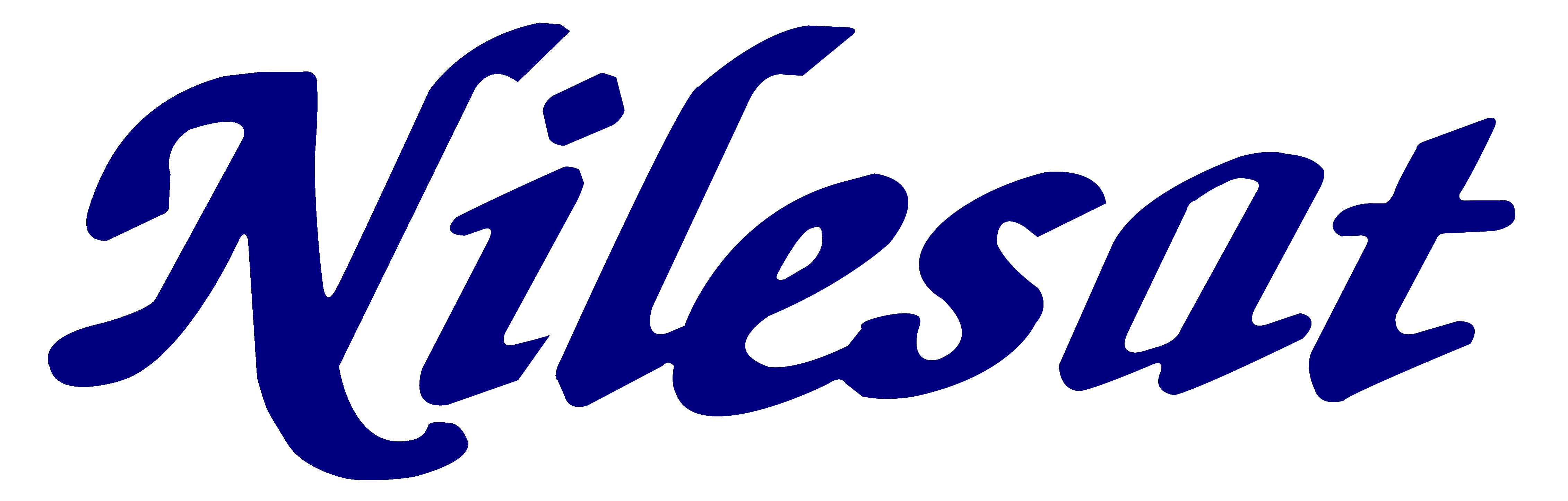
Logotipo da Nilesat.

A Nilesat é uma empresa egípcia, bem como o nome de uma série de satélites de comunicação egípcios. Foi criado em 1998, com a finalidade de operar satélites egípcio e sua estação de controle de solo associado a instalações uplinking. Os acionistas da empresa são: a União de Rádio e Televisão egípcia com 40 por cento de participação, a Organização Árabe para a industrialização com 10 por cento de participação, a Sociedade Egípcia de Projetos de Investimento, com uma quota de 9 por cento e o restante é de propriedade em geral de instituições financeiras públicas egípcias e outros investidores. A empresa tem duas estações em terra, um primário em um 6th of October City e uma estação terrestre secundária em Alexandria. As duas estações terrestres foram construídas pela EADS Astrium. A Nilesat opera vários satélites de comunicação geoestacionários todos os quais estão estacionados em 7 graus de longitude oeste. Os satélites da Nilesat em 18 de janeiro de 2008 transmitia sinais de 415 canais de vídeo, 300 dos quais são free-to-ar.

## Satélites
| Satélite     | Fabricante                            | Data do lançamento      | Veículo de lançamento | Estado  | Nota                                                                         |
| ------------ | ------------------------------------- | ----------------------- | --------------------- | ------- | ---------------------------------------------------------------------------- |
| Nilesat 101  | Astrium                               | 28 de abril de 1998     | Ariane 44LP           | Inativo |                                                                              |
| Nilesat 102  | Astrium                               | 17 de agosto de 2000    | Ariane 44LP           | Ativo   |                                                                              |
| Nilesat 103  | British Aerospace Matra Marconi Space | 27 de fevereiro de 1998 | Ariane 42P            | Ativo   | Também conhecido por Hot Bird 4, Atlantic Bird 4, Eurobird 16 e Eutelsat 16B |
| Nilesat 104  | EADS Astrium                          | 24 de setembro de 2011  | Zenit-3SL             | Ativo   | Também conhecido por Atlantic Bird 7 e Eutelsat 7 West A                     |
| Nilesat 104B | Thales Alenia Space                   | 20 de agosto de 2015    | Ariane 5 ECA          | Ativo   | Também conhecido por Eutelsat 8 West B                                       |
| Nilesat 201  | Thales Alenia Space                   | 1 de agosto de 2010     | Ariane 5 ECA          | Ativo   |                                                                              |
| Nilesat 301  | Thales Alenia Space                   | 8 de junho de 2022      | Falcon 9 Block 5      | Ativo   |                                                                              |